# Eusparassus barbarus
Eusparassus barbarus är en spindelart som först beskrevs av Lucas 1846.  Eusparassus barbarus ingår i släktet Eusparassus och familjen jättekrabbspindlar.
Artens utbredningsområde är Algeriet. Inga underarter finns listade i Catalogue of Life.